# Nesobasis nigrostigma
Nesobasis nigrostigma är en trollsländeart som först beskrevs av Selys 1891.  Nesobasis nigrostigma ingår i släktet Nesobasis och familjen dammflicksländor. Inga underarter finns listade i Catalogue of Life.